# フランス次期空母
フランス次期空母（フランスじきくうぼ）は「PA2」（Porte-Avions 2、航空母艦2）とも呼ばれ、建造が計画されていたフランス海軍の航空母艦の通称。 2013年のフランスの防衛方針
により計画はキャンセルされた。

## 概要
タレス・ネーバル・フランス社（Thales Naval France）と仏DCN社（Direction des Constructions Navales Services）がフランス海軍のために開発を計画していた新しい航空母艦である。イギリス海軍のためにタレスUK社（Thales UK）と英BMT社（BMT Limited）が進めている、以前は「CVN計画」と呼ばれていた新しい空母建造計画である「クイーン・エリザベス級航空母艦」を原型として計画された。
この空母は排水量70,000 - 75,000t程度が見込まれ、フランスの南東部に位置するヴァール県のトゥーロンを母港に、現在のフランス空母「シャルル・ド・ゴール」（Charles de Gaulle）をおぎなうものとして計画されていた。フランスの2008年度予算ではこの2隻目の空母の予算が含まれていた。

## 背景
これまでのフランスの空母、「クレマンソー」（Clemenceau）と「フォッシュ」（Foch）は、それぞれ1961年と1963年に完成して、1970年代半ばにはこれらに代わる艦の必要性が認識されていた。この計画は40,600tの原子力空母「シャルル・ド・ゴール」が1989年4月にDCN社によるブレストの海軍造船ドックでの起工式によって現実となった。この空母は1994年5月には一応の完成後、短期間だけ就役したが、多数の問題のために2001年まで再就役は延期されていた。その中には、航空機の試験後に発覚したフライト・デッキの長さの不足やプロペラの破損、振動と騒音の問題も含まれる。フランス海軍はその同じ設計でもう1隻の空母を建造することが良くないことは理解していたので、2003年には2隻目の航空母艦に関するフランスの要求を満たすためにイギリス海軍の設計を導入する可能性が浮上してきた。
2004年の英仏協商100年祭において、フランス大統領のジャック・シラクによって空母の要求は承認された。2006年1月26日には、英仏の国防大臣が将来の空母の設計に関して協力することを取り決めた。
これまでのイギリスが支払った設計への投資に見合ったコストをフランスが支払うことに同意したことで、イギリスの空母設計情報を入手できるようになった。それは2006年の1月には3,000万ポンド（2007/10レートで70.5億円相当）、2006年7月には2,500万ポンド（58.75億円相当）、
フランスがプロジェクトを続けるなら、さらに4,500万ポンド（105.75億円相当）を支払うことになる。
フランスの2008年会計年度での国防予算は、この艦に必要な予算が含まれていた。

## 設計
タレス社と仏DCN社の連合は、CVFのためのタレスUK社と英BMT社の設計から、その空母を開発・建造する予定であった。タレス社と仏DCN社は長さ283mで排水量75,000トンのCVFの派生型設計を提案した。イギリス側での2隻の空母の就役予定が2014年と2016年と公表されていた中で、フランス側の建造予定は発表されず、ただ2015年と噂されるだけであった。ちょうどこの頃に「シャルル・ド・ゴール」の近代化改造と核燃料交換作業が必要になる。しかし、導入決定を先送りした事から2015年には間に合わない事はほぼ決定的となった。これによりフランス海軍に実働空母が存在しない期間が出来るため、高度な技量が必要とされる搭乗員の育成に支障が出る可能性もある。
イギリスは、新空母でもSTOVL方式の航空機の使用を予定しているが、将来のCTOL機の運用に対しても、カタパルト発進とアレスティング・ワイヤーによるCATOBAR（Catapult Assisted Take Off But Arrested Recovery）運用への改造も可能なように「柔軟」な設計が行なわれていた。フランス海軍はこのCATOBAR方式を続けると考えられており、またイギリスも一時期CATOBAR方式を検討していた。
フランス版では仏ダッソー社製ラファールM艦上戦闘機とE-2C早期警戒機、NFH90支援・哨戒ヘリコプターを運用するように設計されている。CATOBARの設計では、アメリカ海軍のニミッツ級原子力空母にも使われている90mの長さのC13-2蒸気カタパルトを使用する予定であった。その艦は最大32機のラファール、3機のE-2C、5機のNFH90の搭載が可能とされる予定である。クイーン・エリザベス級よりも多い70,000tを超える満載排水量にしては搭載機数が過少になっている。これは海兵隊や特殊部隊を1個大隊程度を載せるスペースを確保しているからで、小規模な作戦であれば単艦で制空と爆撃に合わせて陸上部隊を投入する事が出来る。必要に応じて短期間で艦載機搭載スペースに改装する事も可能になっている。
高度に自動化された装置類を艦のシステムに組み込むことで、乗組員数は「シャルル・ド・ゴール」の1,950名に比べて約1,650名になる予定であった。

### アイランド
この艦は2つのアイランドをもつ予定であった。1つは操艦に専念する航海艦橋で「シャルル・ド・ゴール」の様に艦の前部に位置する、もう1つの航空作戦艦橋は航空機の運用に専念しニミッツ級の様に艦尾付近に位置する。

### 推進システム
イギリス設計での許容できる価格は通常型動力である。イギリス政府は核動力推進をコスト高を理由に拒否した。この核動力推進を放棄するという考えは、フランスの技術にとって後退であると主張されたが、そもそもの設計がイギリス海軍の要求にそってなされたものであり、フランス側が核動力推進システムの使用を望んでもとてもかなうものではなかった。通常動力推進システムの他に選択肢はなかった。
2007年の大統領選挙では、一方の有力候補者であったフィリップ・ド・ヴィリエ（Philippe de Villiers）が2隻目にシャルル・ド・ゴール級の建造を支持していたが、CVF計画を支持していたニコラ・サルコジ（Nicolas Sarkozy）が選挙戦を勝ち抜いた。
この空母の推進システムは2基のロールス・ロイス（Rolls-Royce）製 MT30ガスタービンエンジンを中心とする統合電気推進（Integrated Full Electric Propulsion、IFEP）である。就役前に電磁式カタパルトが実用化していなければ、蒸気カタパルトを使用する為に別にボイラーの設置が必要になる。最大の懸案である甲板下の格納庫スペースを最大化するには主推進機関をどこに配置すべきか現在試験中である。航続距離は10,000海里（約19,000km）の予定だった。

## 建造
船体はサン・ナゼール（Saint-Nazaire）のChantiers de l'Atlantiqueによって建造され、ブレストのDCN社で艤装が行なわれる予定であった。これらの艦は、ニミッツ級空母も入る大きな乾ドックを備えるフランスのトゥーロン海軍基地を母港とする予定であった。

## 艦名
一度は「リシュリュー」（Richelieu）という名前が提案されたが、決定前に計画がキャンセルされた。
尚その艦名は前級空母のネームシップとして名付けられるはずであったが政治的経緯で変更された経緯もあった。

## その後
前述の通り、2013年に計画は中止となったが、2018年9月24日に次期空母として新たに電磁式カタパルト装備の原子力空母（PANG）の開発計画が発表された。